# I am Nevenka
I am Nevenka (Originaltitel Soy Nevenka) ist ein spanischer Spielfilm aus dem Jahr 2024 von Regisseurin Icíar Bollaín, die gemeinsam mit Isa Campo das Drehbuch schrieb, das auf tatsächlichen Ereignissen basiert und einen der ersten Fälle der spanischen MeToo-Bewegung behandelt. Die Hauptrollen übernahmen Mireia Oriol als Nevenka Fernández und Urko Olazábal als Bürgermeister Ismael Álvarez.

## Handlung
Die junge Nevenka Fernández tritt nach ihrem Studium eine Stelle als Finanzberaterin in der nordspanischen Gemeinde Ponferrada an. Unterstützt und gefördert wird sie zunächst vom dortigen Bürgermeister Ísmael Alvarez, der bald sein Interesse an ihr zum Ausdruck bringt.
Seinen andauernden Zudringlichkeiten gibt sie zuerst nach. Was als vermeintlicher Flirt beginnt, endet mit sexuellem Missbrauch. Nevenka beschließt, gegen ihren Vorgesetzten vor Gericht zu gehen. Dabei ist sie auf sich allein gestellt, sie sieht sich dessen Machtapparat ausgeliefert.

## Produktion und Hintergrund
Die Dreharbeiten fanden von 29. Januar bis zum 15. April 2024 in Spanien statt, gedreht wurde in Zamora, Bilbao und Burgos.
Produziert wurde der Film von Feelgood Media, Kowalski Films, Nva Peli AIE, Produzenten waren Guillermo Sempere, Koldo Zuazua und Juan Moreno, als Executive Producer fungierten Guadalupe Balaguer und Juana Macías. Den Vertrieb übernahm Film Factory Entertainment und Buena Vista International.
Die Kamera führte Griselda Jordana, die Musik schrieb Xavier Font und die Montage verantwortete Nacho Ruiz Capillas. Den Ton gestalteten Eva Valiño und Juan Ferro, das Kostümbild Clara Bilbao und das Maskenbild Karmele Soler und Sergio Pérez Berbel.

## Veröffentlichung
Premiere war am 20. September 2024 am Festival Internacional de Cine de San Sebastián, wo der Film in den Wettbewerb um die Goldene Muschel eingeladen wurde. In Spanien kam der Film am 27. September 2024 in die Kinos.
Ab dem 30. September 2024 erfolgten Vorstellungen am Filmfest Hamburg. Am Zurich Film Festival wurde der Film ab dem 4. Oktober 2024 als Gala-Premiere gezeigt.

## Rezeption
Nora Nater vergab auf outnow.ch fünf von sechs Sternen. In wenigen Minuten ziehe dieser fesselnde Film alle Zuschauenden in seinen Bann. Mireia Oriol brilliere in der Hauptrolle und spielt die gebeutelte Nevenka so überzeugend, dass man teilweise gar nicht mehr hinschauen mag. Auch Urko Olazabal sei in seiner Rolle als übergriffiger Politiker sehr glaubwürdig. Der Film rege zum Nachdenken an und lasse niemanden unberührt.

## Auszeichnungen und Nominierungen
Festival Internacional de Cine de San Sebastián 2024
- Nominierung für den Wettbewerb um die Goldene Muschel[3][4]
- Auszeichnung mit dem Euskadi Basque Country 2030 Agenda Award[6]

Goya 2025
- Nominierung in der Kategorie Bester Hauptdarsteller (Urko Olazabal)[7]
- Nominierung in der Kategorie Beste Nachwuchsdarstellerin (Lucía Veiga)
- Nominierung in der Kategorie Bestes adaptiertes Drehbuch (Icíar Bollaín und Isa Campo)
- Nominierung in der Kategorie Beste Kamera (Griselda Jordana)